# Ancylostoma braziliense
Ancylostoma braziliense è una specie di verme nematode appartenente al genere Ancylostoma. Si tratta di un parassita intestinale di gatti e cani domestici che causa anchilostomiasi; negli esseri umani può essere responsabile della larva migrans cutanea. Le infezioni più gravi sono spesso fatali, soprattutto per i cuccioli. L'infestazione è endemica nel sud degli Stati Uniti. Spesso viene confuso con un parassita dei criceti, Ancylostoma ceylanicum, per via della somiglianza.